# Wolfgang Grantz
Wolfgang Grantz (* 21. Oktober 1938 in Danzig) ist ein deutscher Jurist und Politiker (SPD) und war für Bremerhaven Mitglied der Bremischen Bürgerschaft. Er war zudem stellvertretendes Mitglied des Staatsgerichtshofs der Freien Hansestadt Bremen.

## Biografie
Grantz studierte Rechtswissenschaften und ist als Rechtsanwalt und Notar tätig. Er wohnte ab 1951 in Bremen und danach in Bremerhaven-Geestemünde und heute in Langen. Er war von 1971 bis 1975 ehrenamtliches stellvertretendes Mitglied am Staatsgerichtshof der Freien Hansestadt.
Grantz wurde Mitglied der SPD. Er war von 1967 bis 1971 Mitglied der 7. Bremischen Bürgerschaft und dort Mitglied verschiedener Deputationen, u. a. für Justiz und Gefängniswesen sowie für den Fischereihafen Bremerhaven. Er leitete den 1969 eingerichteten parlamentarischen Untersuchungsausschuss zur Baulandaffäre als Stellvertreter und zuletzt als Vorsitzender. Er war der Berichterstatter für die Mehrheitsauffassung. Grantz ließ aufgrund von Vorwürfen über die Abrechnung seiner Sitzungsgelder sowie der des Ausschussvorsitzenden Günter Klein (CDU) sein Mandat bis zur Klärung der Vorwürfe für kurze Zeit ruhen; die SPD-Fraktion zog ihren Beschluss zu den Vorwürfen danach wieder zurück. Auf eine erneute Kandidatur für die Bürgerschaft verzichtete er.
1985 wurde er Vorsitzender des Angelsportvereins Wehdel. 
Er ist verheiratet und hat vier Söhne; sein Sohn Melf Grantz ist seit 2011 Oberbürgermeister von Bremerhaven.